# فاروق عيطة
فاروق عيطة (18 مايو 1954 - 16 مارس 2024) هو ممثل أفلام وممثل تلفزيوني وممثل مسرحي مصري.

## حياته ونشأته
مواليد كفر البطيخ بمحافظة دمياط، خريج المعهد العالى للفنون المسرحية وعضو فاعل بالمسرح القومى المصرى.

## مسيرته
بدأ نشاطه الفنى في النصف الثانى من سبعينيات القرن العشرين، عمل بالتليفزيون المصري،
ومن أهم أعماله التليفزيونية مسلسل أفواه وأرانب سنة 1978.

## أعماله
بشرى سارة
2009 - مسلسل
ماهر
الأميرة والصعلوك
2005 - مسرحية
اللحظة الأخيرة
2005 - سهرة تليفزيونية
فنجري
رياح الغدر
2005 - مسلسل
رجل الأقدار
2003 - مسلسل
القائد ارطبون
شمس منتصف الليل
2002 - مسلسل
الملك لير
2001 - مسرحية
كورنوال
الوشم
2001 - مسلسل
ملكة من الجنوب
2001 - مسلسل
منمنمات تاريخية
2000 - مسرحية
مروان
الذئب
1999 - مسلسل
فقط في منتصف الليل
1997 - مسلسل
الحفار
1996 - مسلسل
ميخائيل ألفريد
أمر إزالة
1996 - مسلسل
مرسي
البحث عن الأمان
1995 - مسلسل
الاختبار
1994 - مسلسل
فرج
الطريق إلى إيلات
1994 - فيلم
فواز
العائلة
1994 - مسلسل
مجدي
حكاية مغاوري
1994 - سهرة تليفزيونية
عزبة القرود
1994 - مسلسل
لعبة كل بيت
1994 - مسلسل
رهبان الصحراء
1989 - مسلسل
سكة سفر
1987 - فيلم
مختار أيوب
الفرسان يغمدون سيوفهم
1986 - مسلسل
الطريق إلى القدس
1985 - مسلسل
الشيطان والحب
1984 - مسلسل
قلب من ذهب
1983 - مسلسل
نور الإسلام
1983 - مسلسل
الجسر
1982 - مسلسل
مدحت
النديم
1982 - مسلسل
وتاه الطريق
1982 - مسلسل
الفتوحات الإسلامية
1981 - مسلسل
بعثة الشهداء
1981 - مسلسل
عودة الحب
1980 - مسلسل
الرجل الذي أحبه
1979 - مسلسل - سباعية
أفواه وأرانب
1978 - مسلسل
على هامش السيرة
1978 - مسلسل
هذا المصير
1977 - مسلسل
على باب زويلة
1976 - مسلسل
خوشقدم
المفسدون في الأرض
1973 - مسلسل
التمثال الحي
0 - مسلسل - اذاعي
سيرة بني هلال
0 - مسرحية
شيء من الخطر
0 - مسلسل - اذاعي
فارس العرب
0 - مسلسل - اذاعي
مجنون ليلى
0 - مسرحية